# Pietà e quattro santi
La Pietà e quattro santi è un'opera a olio su tavola dell'artista italiano Andrea del Sarto, verosimilmente una predella di una perduta pala d'altare. Oggi l'opera è custodita nella Galleria Borghese di Roma (Italia).

## Storia
Quest'opera venne citata per la prima volta solo nel 1693, a seguito di un inventario della Galleria Borghese di Roma, in cui è tutt'oggi custodita, ma in quell'occasione venne attribuita alla mano del Perugino.
L'attribuzione umbra persistette finché l'opera non venne attribuita alla mano di Andrea del Sarto, inserendola nel suo catalogo come opera giovanile.
È verosimilmente la predella della dispersa tavola della Chiesa di Monte Domini a Greve in Chianti.

## Descrizione
L'opera è un dipinto a olio su tavola che misura 22.5 in altezza e 172 cm in lunghezza.
È una predella suddivisa in cinque elementi, con quello centrale più grande in lunghezza rispetto ai quattro laterali (due a destra e due a sinistra).
Tutte le scene si ambientano in uno scenario campestre, con colline erbose, pochi sentieri sterrati, pochi alberi sottili e poco frondosi, con montagne azzurre in lontananza e un cielo anch'esso azzurro. Tutte le figure sembrano presenti nello stesso ambiente, poiché la scena è rappresentata come un continuum spaziale. La disposizione delle figure, secondo quel rapporto architettonico figura-ambiente, è coerente a ciò che diverrà costante nella produzione più matura di Andrea del Sarto.
Lo scomparto centrale è occupato dalla raffigurazione di una Pietà, alla quale partecipano il Cristo, la Madonna, Giovanni l'Evangelista e Maria Maddalena. Centralmente è seduta la Madonna con un vestito rosso tenue, con un mantello blu che le copre anche il capo e con al disotto di esso un altro velo bianco che le cinge capo e collo; poi alla destra della Madonna (sinistra del quadretto) si trova l'Evangelista con un vestito azzurro a maniche larghe, con una spilla tondeggiante e dorata al centro del bordo superiore dell'abito, alla base del collo, e con un ampio mantello rosso; ancora, alla sinistra della Madonna (destra del quadretto) si trova la Maddalena, posizionata a ¾ e con il volto di profilo, che è vestita con un abito verde a maniche larghe da cui fuoriesce solo nella zona delle maniche un altro abito di colore azzurro a maniche più lunghe e aderenti e ha un ampio mantello rosa scuro; infine, situato centralmente e disteso, vi si trova il Cristo morto che, vestito da un semplice telo azzurro che gli copre le nudità, è sorretto dalle spalle dall'Evangelista, dai piedi dalla Maddalena e tutto il resto del corpo è poggiato sulle gambe della madre, la Madonna.
Poi nei pannelli laterali, da sinistra a destra, si trovano i santi Apollonia di Alessandria, Antonio di Padova, Elisabetta d'Ungheria e Margherita di Antiochia. La prima è Apollonia, vestita con abito blu scuro e un mantello grigio e bordato di blu, chiuso in petto con una spilla tondeggiante e dorata; la sua figura è identificabile da ciò che tiene nella sua mano destra, cioè delle tenaglie che scringono una mandibola umana, questo perché secondo la tradizione ecclesiastica, la sua tortura incluse l'estrazione o la frantumazione di tutti i suoi denti; ancora, sempre nella mano destra tiene un cuore fiammeggiante e nella mano sinistra tiene invece un libro rilegato in blu. Accanto ad Apollonia segue invece la raffigurazione di Antonio di Padova, riconoscibile dall'abito francescano marrone, la chierica e dagli attributi tipici, un libro nella mano destra (qui rilegato in rosa) e un giglio candido nella mano sinistra. Saltando il riquadro della Pietà, segue poi la figura di Elisabetta, una principessa del Regno d'Ungheria entrata nel Terz'Ordine Francescano, qui riconoscibile dalla corona che le cinge il capo e l'abito monastico; gli altri attributi qui raffigurati sono un giglio nella mano destra e un libro blu nella mano sinistra. Infine, segue l'ultima figura, quella di Margherita, vestita con un abito blu stretto in vita e con un mantello rosso chiuso in petto da una spilla dorata; qui è riconoscibile dalla presenza di una croce dorata nella mano sinistra e dalla testa di un drago che sbuca dall'angolo sud-orientale; infine, nella mano destra tiene un libro aperto.

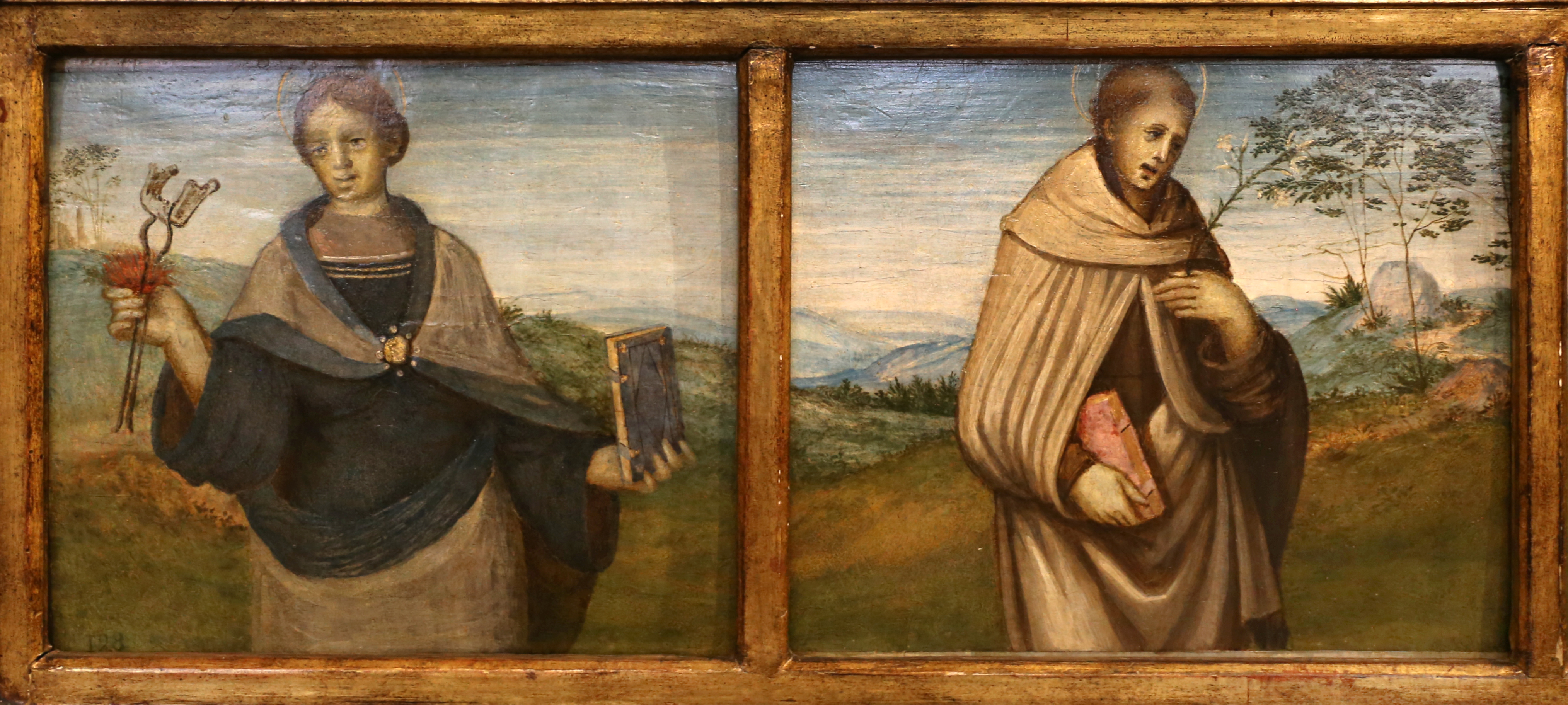
I santi Apollonia di Alessandria e Antonio di Padova
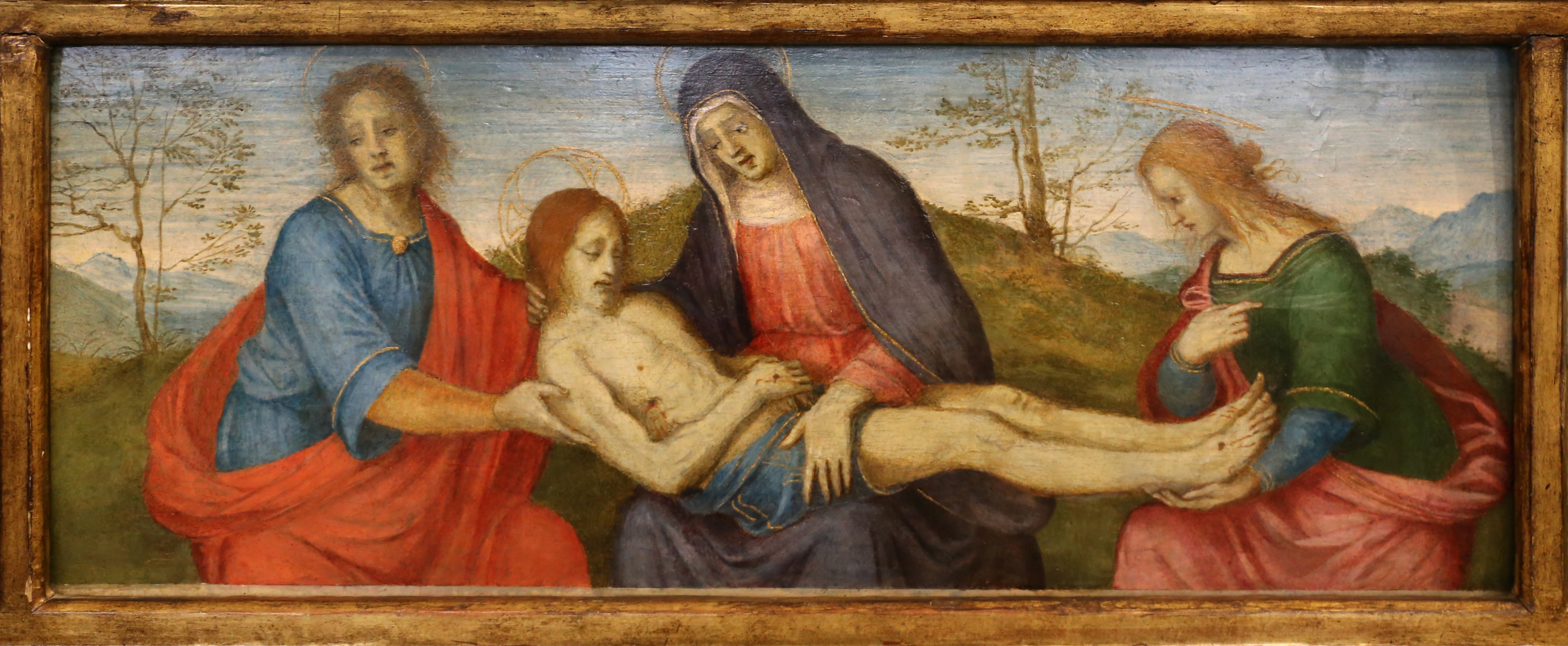
La Pietà con Cristo morto, la Madonna, Giovanni l'Evangelista e Maria Maddalena
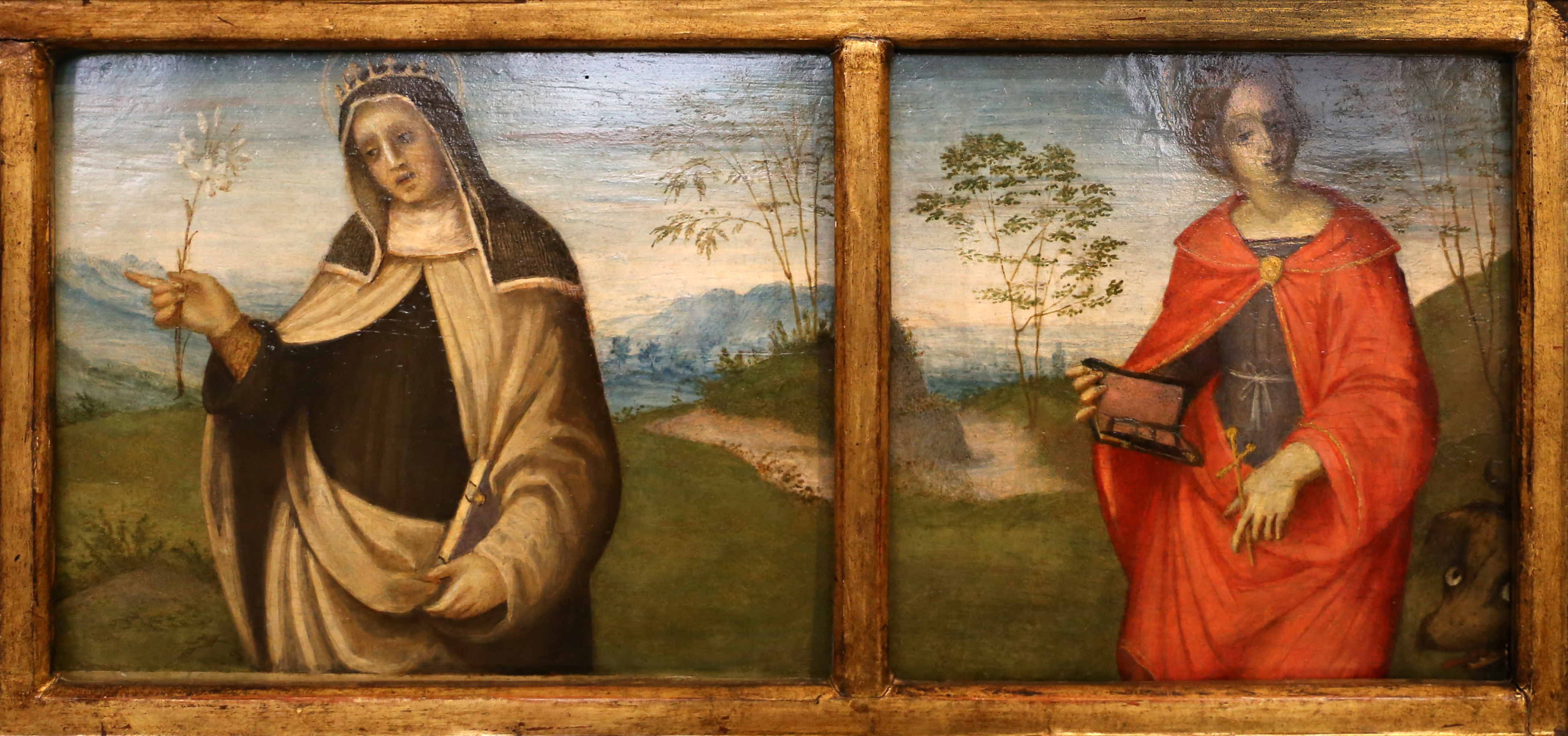
Le sante Elisabetta d'Ungheria e Margherita di Antiochia